# 龙尼·克莱顿
龙尼·克莱顿（英語：Ronnie Clayton，1934年8月5日—2010年10月29日），英格兰前男子足球运动员，司职中场。他曾代表英格兰代表队参加1958年国际足联世界杯，结果队伍止步小组赛阶段。